# EZC '84
EZC '84 is een Nederlandse amateurvoetbalclub uit Epe in Gelderland, opgericht in 1984. Voor 1984 was EZC de zaterdagafdeling van sv Epe.  
EZC speelt in de kleuren geel blauw, dit zijn ook de kleuren van het dorp Epe. Het eerste elftal heeft als uit-tenue een zwart-wit wedstrijd tenue. De club speelt zijn thuiswedstrijden op “Sportpark De Kweekweg” in Epe. 
Sportpark
EZC 84 heeft sinds de oprichting als thuishaven het sportpark aan de Kweekweg in Epe. Het sportpark beschikt over 2 wedstrijdvelden, waarvan de toplaag van het hoofdveld kunstgras is. Het kunstgras was in de jaren van de aanleg het meest moderne kunstgras waarmee EZC 84 een van de eerste clubs was die beschikte over dit soort gras. 
Geschiedenis
EZC 84 is opgericht in 1984. De toenmalige zaterdag afdeling van SV Epe besloot op eigen voet verder te gaan. De club verhuisde naar de Kweekweg. Het toenmalige complex werd in het begin gedeeld met de atletiek club. Enkele jaren later is deze club verhuisd. 
Het laatste succes van de club dateert uit 2014, in het seizoen 2013/2014. Toen het in het seizoen 2012-2013 net niet lukte om te promoveren (EZC verloor de finale van de nacompetitie) lukte het een seizoen later wel. EZC promoveerde via de nacompetitie naar de 3e klasse waarna het na één seizoen degradeerde en sinds het seizoen 2015/16 weer in de 4e klasse speelt.
Eind jaren 90 begin jaren 2000 beleefde EZC zijn beste periode. EZC speelde enkele jaren in de 2e klasse. EZC deed bovenin mee en de 1e klasse is nog in zicht geweest. Dit lukte de club uiteindelijk niet. 
Evenementen
EZC 84 staat bekend als gezellige vereniging. In het gehele jaar organiseert de club evenementen voor jong en oud. 
Het jaarlijkse hoogtepunt is het Bedrijvenvoetbal toernooi. Dit toernooi wordt door EZC 84 georganiseerd en is uitgegroeid tot een groot bekend voetbaltoernooi. In 2024 strijden 24 teams om de eindzege. Er worden op 4 avonden gespeeld in een poule en op zaterdag is de grote finale dag met een groot eind feest. Tijdens dit toernooi wordt het sportpark bezocht door honderden bezoekers en voetballers.

## Competitieresultaten 1988–2018
| 9 4C |

| 4 4B |

| 2 4B |

| 7 4B |

| 12 4B |

|  |

| 4 4B |

| 7 4B |

| 4 4B |

| 4 3B |

| 4 3B |

| 2 2I |

| 6 2I |

| 9 2I |

| 11 3B |

| 5 4B |

| 5 4C |

| 12 4B |

| 7 4B |

| 8 4C |

| 10 4B |

| 11 4B |

| 4 4C |

| 9 4C |

| 9 4B |

| 5 4B |

| 3 4C |

| 14 3B |

| 11 4B |

| 13 4C |

| 11 4C |

| - 4C |

| Tweede klasse | Derde klasse | Vierde klasse |

In elke staaf van de grafiek staat van boven naar beneden vermeld: 
- Eindnotering

Dit is de positie die de club heeft bereikt in de competitie, zonder eventuele beslissings-, play-off- of nacompetitiewedstrijden die nodig zijn geweest om bijvoorbeeld de kampioen van de competitie te bepalen.
Indien een * achter het getal staat is de notering een tussenstand en kan het zijn dat de notering niet overeenkomt met de uiteindelijke eindstand van de competitie.
Staat er een - dan is het seizoen nog bezig en is er geen definitieve uitslag bekend.
Staat er xx op de positie van de notering, dan heeft de club vroegtijdig de competitie verlaten. Dit kan onder andere komen door terugtrekking van het team, faillissement van de club of door een uitgedeelde straf van de KNVB. In veel gevallen staat elders in het artikel de reden vermeld.
Staat er een ? dan is het resultaat uit het verleden onbekend, en is alleen de competitie of het niveau bekend van dat seizoen.
In de seizoenen 2019/20 en 2020/21 werd wegens de coronacrisis het amateurvoetbal afgebroken. Daardoor kennen deze staven geen eindklassering (middels -- weergegeven).
- Competitieniveau en afdelingsletter of Officiële eindstand Eredivisie
  - Competitieniveau en afdelingsletter

Hierbij geeft het getal het niveau weer, dat ook terug te vinden is in de legenda. De letter is de afdelingsaanduiding en wordt gebruikt wanneer er meer afdelingen zijn op hetzelfde niveau. De afdelingsletter is altijd een hoofdletter en wordt meestal zonder nummer gebruikt.
Voorbeeld: 2F is niveau 2e klasse competitie F.
Het competitieniveau en nummer wordt niet vermeld wanneer er slechts één competitie van dit niveau was.
  - Officiële eindstand Eredivisie (getal staat tussen haakjes vermeld)

Sinds de introductie van play-offwedstrijden voor Europees voetbal na afloop van de reguliere competitie in 2005/06, is de KNVB verplicht een eindstand van de Eredivisie door te geven aan de UEFA aan de hand van deze play-offwedstrijden.
Bij deze eindstand staan clubs die zich hebben gekwalificeerd voor Europees voetbal hoger dan clubs die zich niet wisten te kwalificeren. Indien er geen verschil was tussen de eindnotering en de officiële eindstand, staat dit getal niet vermeld.

- Onderafdeling

Hier staat afgekort de naam van de onderafdeling indien de club in dat jaar in een onderafdeling uitkwam. Tevens staat deze afkorting in de legenda en wordt gelinkt naar het artikel over deze onderafdeling. Deze afkorting wordt alleen vermeld wanneer de club in het verleden in verschillende onderafdelingen heeft gespeeld. Deze vermelding is in de staaf altijd in kleine letters. Deze onderafdelingen zijn na het seizoen 1995/96 afgeschaft. Heeft de club in slechts één onderafdeling gespeeld, dan is dit alleen terug te vinden in de legenda.
Onder de staaf staat het jaartal vermeld waarin het seizoen is afgesloten. 15 verwijst naar het seizoen 2014/15 of eventueel het seizoen 1914/15.
Wanneer een staaf leeg is, zijn deze gegevens niet bekend. Het kan ook zijn dat de club dat seizoen niet heeft meegespeeld op het hogere amateurniveau, vroegtijdig de competitie heeft verlaten of uit de competitie is gezet.

In het seizoen 1944/45 was er wegens de Tweede Wereldoorlog geen regulier competitievoetbal.